# Provincia di Iténez
La provincia di Iténez è una delle 8 province del dipartimento di Beni, nella parte settentrionale della Bolivia. Il capoluogo è Magdalena.
Secondo il censimento del 2001 possedeva una popolazione di 20.190 abitanti.

## Geografia antropica

### Suddivisioni amministrative
La provincia è suddivisa in tre comuni:
- Magdalena
- Baures
- Huacaraje